# Delphinium saxatile
Delphinium saxatile är en ranunkelväxtart som beskrevs av Wen Tsai Wang. Delphinium saxatile ingår i släktet storriddarsporrar, och familjen ranunkelväxter. Inga underarter finns listade i Catalogue of Life.